# Ованес Торосян
Ованес Торосян (нар. 7 грудня 1986, Єреван, СРСР) — болгарський актор театру і кіно. У 2009 році закінчив Національну академію театрального та кіномистецтва імені Крастьо Сарафова.

## Вибіркова фільмографія
- Східні п'єси (2009)
- Зміщення (2011)